# 竹下節子
竹下 節子（たけした せつこ、1951年 - ）は、日本の文化史家、評論家、バロック音楽奏者。パリ在住。

## 人物・来歴
1974年東京大学教養学部教養学科フランス分科卒業、76年同大学院比較文学比較文化専攻修士課程修了。同博士課程、パリ大学博士課程を経て高等研究所に学ぶ。
カトリックやエゾテリスムの歴史を専攻。
最初の著作『パリのマリア』は、友人の中沢新一の勧めによって書かれた。
宗教思想史や神秘思想史に造詣が深く、そうした領域の著書を多数著している。
また、室内楽アンサンブルのグループを主宰するなど、多様な文化活動を行うほか、比較文化の視点からの評論などもものしている。
ドン・ボスコ社出版の月刊『カトリック生活』に「カトリック・サプリ」を連載。
兄はイスラム思想研究者の竹下政孝。

## 著書
- 『パリのマリア - ヨーロッパは奇跡を愛する』（筑摩書房） 1994
- 『ヨーロッパの死者の書』（ちくま新書） 1995
- 『聖女伝 - 自己を癒す力』（筑摩書房） 1995
- 『奇跡の泉ルルドヘ』（NTT出版） 1996
- 『バロックの聖女 - 聖性と魔性のゆらぎ』（工作舎） 1996　ISBN 978-4-87502-268-8
- 『ジャンヌ・ダルク - 超異端の聖女』（講談社現代新書） 1997、のち講談社学術文庫 2020
- 『聖母マリア -〈異端〉から〈女王〉へ』（講談社選書メチエ） 1998
- 『ローマ法王 - 二千年二六五代の系譜』（ちくま新書） 1998、のち中公文庫 2005; 、のち改題『ローマ法王』（角川ソフィア文庫） 2019
- 『聖者の宇宙』（青土社） 1998、のち中公文庫 2010
- 『ノストラダムスの生涯』（朝日新聞社） 1998
- 『さよならノストラダムス』（文藝春秋） 1999
- 『カルトか宗教か』（文春新書） 1999
- 『テロリズムの彼方へ、我らを導くものは何か』（文春ネスコ） 2001
- 『からくり人形の夢 - 人間・機械・近代ヨーロッパ』（岩波書店） 2001
- 『不思議の国サウジアラビア - パラドクス・パラダイス』（文春新書） 2001
- 『キリスト教（知の教科書）』（講談社選書メチエ） 2002
- 『バロック音楽はなぜ癒すのか - 現代によみがえる心身音楽』（音楽之友社） 2003
- 『聖女の条件 - 万能の聖母マリアと不可能の聖女リタ』（中央公論新社） 2004
- 『大人のためのスピリチュアル「超」入門』（中央公論新社） 2005
- 『レオナルド・ダ・ヴィンチ伝説の虚実 - 創られた物語と西洋思想の系譜』（中央公論新社） 2006
- 『アメリカに「NO」と言える国』（文春新書） 2006
- 『「弱い父」ヨセフ - キリスト教における父権と父性』（講談社選書メチエ） 2007
- 『無神論 - 二千年の混沌と相克を超えて』（中公叢書） 2010
- 『陰謀論にダマされるな!』（ベスト新書） 2010
- 『キリスト教の真実 - 西洋近代をもたらした宗教思想』（ちくま新書） 2012
- 『戦士ジャンヌ・ダルクの炎上と復活』（白水社） 2013、のち改題『ジャンヌ・ダルク - 超異端の聖女』（講談社、講談社学術文庫） 2019
- 『ユダ - 烙印された負の符号の心性史』（中央公論新社） 2014
- 『フリーメイスン - もうひとつの近代史』（講談社選書メチエ） 2015
- 『キリスト教の謎 - 奇跡を数字から読み解く』（中央公論新社） 2016
- 『ナポレオンと神』（青土社） 2016
- 『キリスト教は「宗教」ではない - 自由・平等・博愛の起源と普遍化への系譜』（中央公論新社、中公新書ラクレ） 2017
- 『神と金と革命がつくった世界史 - キリスト教と共産主義の危険な関係』（中央公論新社） 2018
- 『渡り鳥の見たキリスト教 - キリスト教の比較社会論』（フリープレス） 2019
- 『超死生観』（フリープレス） 2019
- 『女のキリスト教史 「もう一つのフェミニズム」の系譜』（ちくま新書） 2019
- 『疫病の精神史: ユダヤ・キリスト教の穢れと救い』（ちくま新書） 2021.6
- 『キリスト教入門』（講談社学術文庫） 2023.7
- 『オカルト2.0』（創元社） 2024.4
- 『トリコロールと日の丸　「親日」フランスの謎を解く』（秀和システム）2025.3

### 「カトリック・サプリ」
- 『人生を活性化する25錠』（ドン・ボスコ社、ドン・ボスコ新書、カトリック・サプリ1） 2012
- 『生き方をインスパイアする25の話』（ドン・ボスコ社、ドン・ボスコ新書、カトリック・サプリ2） 2014
- 『人生に希望の種を蒔く25の話』（ドン・ボスコ社、ドン・ボスコ新書、カトリック・サプリ3） 2016
- 『日々の生活に気づきをもたらす25の話』（ドン・ボスコ社、ドン・ボスコ新書、カトリック・サプリ4） 2018
- 『新しい未来を生きるあなたへの25のメッセージ』（ドン・ボスコ社、ドン・ボスコ新書、カトリック・サプリ5） 2021.2

## 翻訳
- 『聖ヴィンセンシオ・ア・パウロ』（カトゥリン・エティヴァン, キャロル・モンマルシェ, アン=マリー・ストル、ドン・ボスコ社） 2000
- 『聖カタリナ・ラブレ』（マリー=ジュヌヴィエーヴ・ルー, エリザベット・シャルピー、ドン・ボスコ社） 2001
- 『聖ルイーズ・ド・マリヤック』（ジュヌビエーブ・ルー, エリザベス・シャルピー、ドン・ボスコ社） 2002
- 『聖骸布の仔』（ディディエ・ヴァン・コヴラルト、中央公論新社） 2006
- 『自由人イエス - もう一つのキリスト論』（クリスチャン・デュコック、ドン・ボスコ社） 2009
- 『マリアのおはなし』（マイテ・ロッシュ著絵、ドン・ボスコ社） 2013 - 児童書

## 論文
- <竹下節子